# Silas Condit
Silas Condit (18 de agosto de 1778, Orange - 29 de novembro de 1861, Newark) foi um Representante dos Estados Unidos de Nova Jérsei.
Condit nasceu em Orange, Nova Jérsei. Ele era filho de John Condit. Condit graduou-se na Universidade Princeton em 1795. Ele se envolveu em perseguições de mercenários, então mudou-se para Newark, Nova Jérsei.
Ele atuou como caixeiro do Condado de Essex de 1804 até 1811, bem como xerife do Condado de Essex de 1813 a 1816. Ele atuou como membro da Assembleia Geral de Nova Jérsei em 1812, 1813 e 1816, e serviu no Senado de Nova Jérsei de 1819 a 1822.
Ele atuou como presidente do Bancároi de Newark Co. de 1820 a 1842.
Condit foi eleito como um antiJacksoniano para o Vigésimo Segundo Congresso, servindo ativo de 4 de Março de 1831 a 3 de Março de 1833. Ele se envolveu com a banca. Ele atuou como delegado à Convenção constitucional do Estado em 1844. Ele morreu em Newark, Nova Jérsei em 29 de novembro de 1861, e foi nessa cidade do que ele foi enterrado no Cemitério Primeira Igreja Presbiteriana

## Ligações Externas
- Silas Condit, Diretório Biografical do Congresso dos Estados Unidos (em inglês)
- Silas Condit, O Cemitério Político (em inglês)
- Silas Condit, Encontre um Túmulo (em inglês)